# Kościół Narodzenia Najświętszej Maryi Panny w Starym Objezierzu
Kościół Narodzenia Najświętszej Maryi Panny w Starym Objezierzu – zabytkowy, kamienno-ceglany, katolicki kościół filialny, znajdujący się we wsi Stare Objezierze (powiat gryfiński). Należy do parafii w Klępiczu.

## Historia i architektura
Salowy obiekt (strop belkowy) wzniesiono w drugiej połowie XIII w., w okresie przejściowym od stylu romańskiego do gotyckiego. Jest zbudowany na planie prostokąta z kostki granitowej. Wieża jest szersza niż nawa, a prezbiterium jest wyodrębnione. Część zachodnią świątyni przebudowano w 1910, podczas konstrukcji nowej wieży (do dziś wiszą w niej trzy dzwony). Od strony zachodniej umieszczono trójuskokowy portal przesklepiony (jak wszystkie otwory okienne) ostrym łukiem. Budowla bez wieży ma 19 metrów długości i 7,60 metra szerokości. 
Kościół poświęcony został jako katolicki 8 września 1946.

## Wnętrze
We wnętrzu kościoła stoi barokowy, XVII-wieczny ołtarz typu ambonowego (praca Heinricha Bernarda Hattenkerella z Morynia) zawierający figury Mojżesza, św. Jana Chrzciciela oraz Chrystusa Zmartwychwstałego. W obrębie prezbiterium widoczne są fragmenty renesansowej dekoracji stiukowej pochodzące z około 1600.